# 御穀

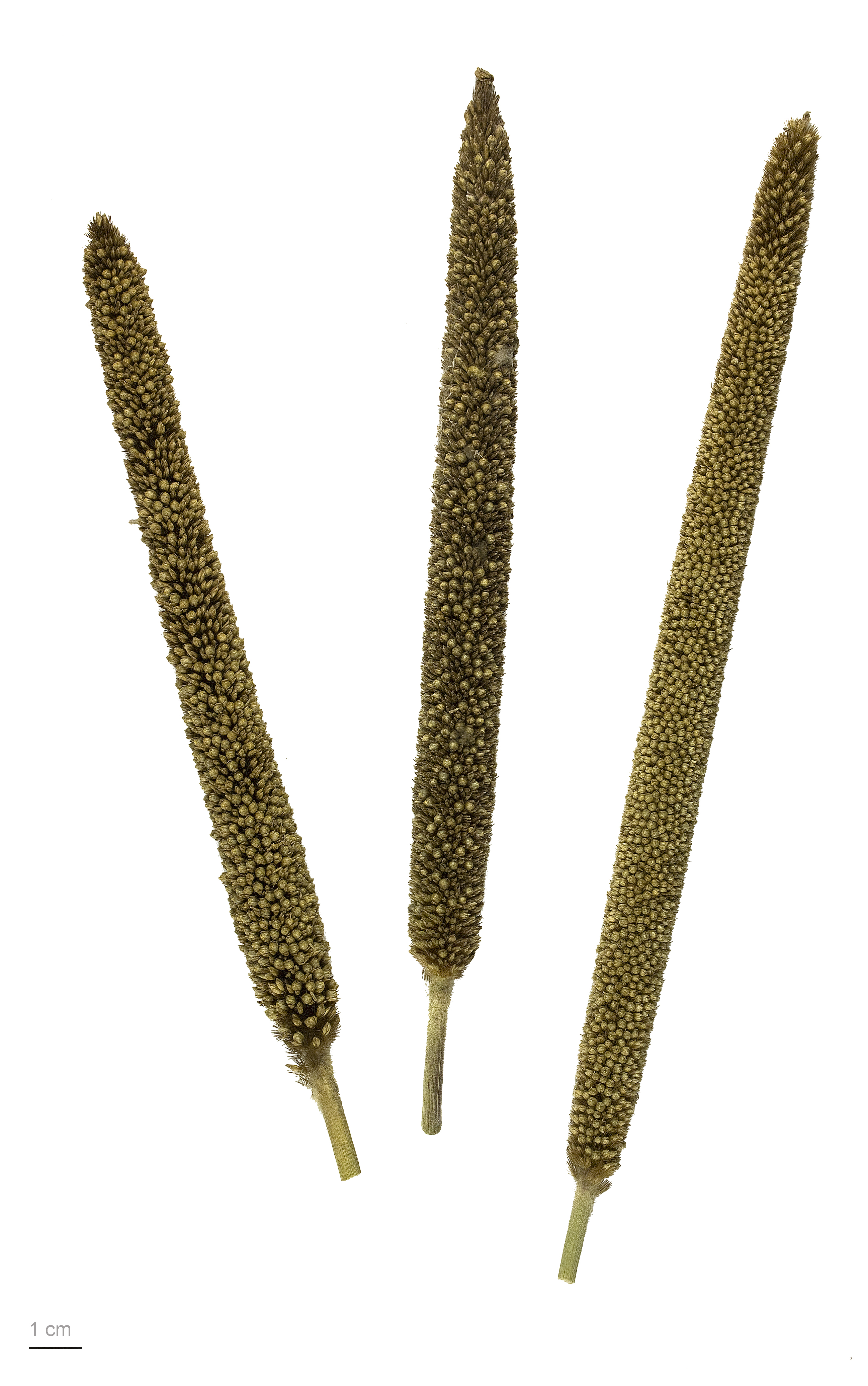
Pennisetum glaucum

御穀（學名：Pennisetum glaucum），又名蜡烛稗、珍珠粟，為禾本科狼尾草屬的植物。

## 形态
一年生草本。秆直立单生，花序以下密生柔毛，叶鞘平滑，叶舌不明显，具长纤毛，叶片扁平；圆锥花序，紧密呈柱状，主轴粗硬，小穗倒卵形，通常孪生呈束，具有纤毛；颖果，成熟时膨胀外露。

## 分布
主要分布于南亚和非洲的谷物。原产非洲，史前传到南亚，魏晉時傳入中國。

## 歷史
御穀本身起源於非洲撒哈拉沙漠以西的地區，後來先傳到非洲南部，再傳到南亞地區。印度早在二千年前就已有栽種御穀的紀錄。隨著新航路開通帶動了國際貿易，御穀先於1850年代傳入美國，在1960年代傳入巴西。

## 特徵
御穀屬一年生，植株可達2-3米，一年可收割2-3茬。御穀能適應在高鹽度的或酸性的土壤，因之在一些氣候乾燥的地區，如沙漠，御穀佔有很重要的地位。
其性质和用处大概类似粟米，种子可供食用，秆、叶可供饲料。御穀耐旱，是很多干燥地区贫穷农民生存离不开的重要作物。